# Soindres
Soindres ist eine Gemeinde im französischen Département Yvelines in der Île-de-France. Sie gehört zum Kanton Bonnières-sur-Seine (bis 2015 Kanton Guerville) im Arrondissement Mantes-la-Jolie. Sie grenzt im Nordwesten an Fontenay-Mauvoisin, im Norden an Buchelay (Berührungspunkt), im Nordosten an Magnanville, im Osten an Auffreville-Brasseuil, im Südosten an Vert, im Süden an Flacourt und im Südwesten an Favrieux. Die Bewohner nennen sich Soindrais.
Die ehemalige Route nationale 828 führte über Soindres.

## Bevölkerungsentwicklung
| Jahr      | 1962 | 1968 | 1975 | 1982 | 1990 | 1999 | 2008 | 2013 | 2021 |
| --------- | ---- | ---- | ---- | ---- | ---- | ---- | ---- | ---- | ---- |
| Einwohner | 251  | 247  | 315  | 321  | 563  | 610  | 595  | 649  | 713  |

## Sehenswürdigkeiten
- Gotische Kirche Saint-Martin, Monument historique

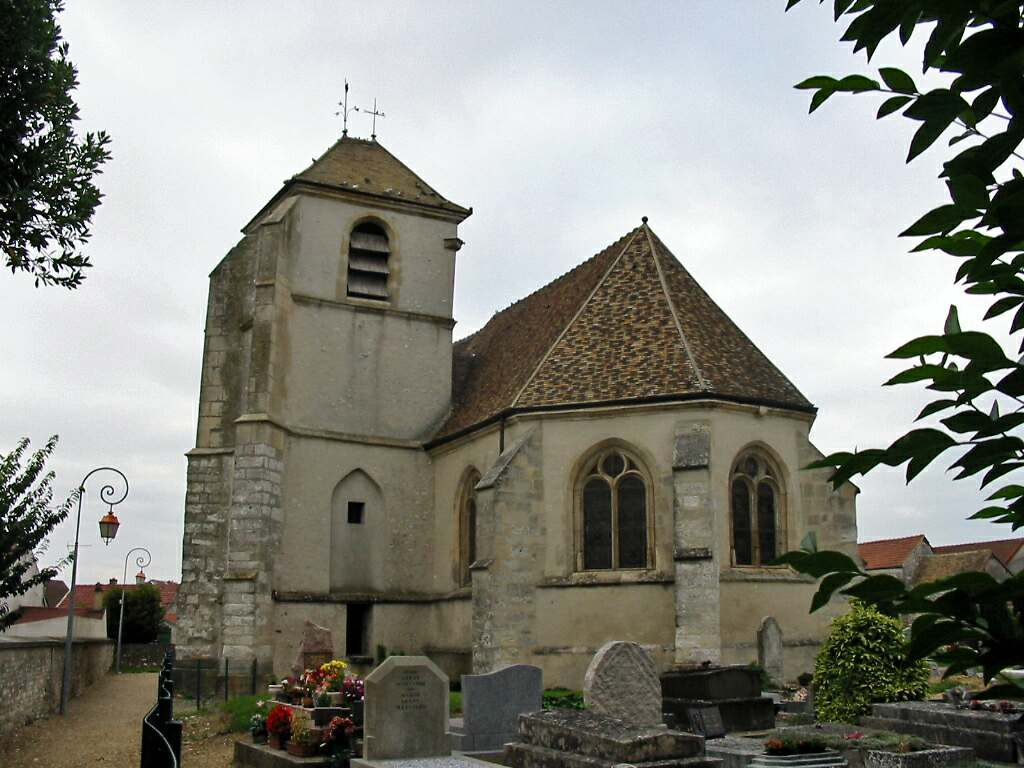
Kirche Saint-Martin